# Sena/Quina, la inmortalidad del cangrejo
Sena/Quina, la imortalidad del cangrejo es una película boliviana de Paolo Agazzi, estrenada el año 2005.
La película es una comedia que tiene como protagonistas a tres timadores de poca monta: un camba “Miami Vaca”, un colla “Falso Conejo” y un chapaco, Justo Pascual, que al principio es una víctima de los otros dos pero termina convirtiéndose en su amigo y cómplice.
Cuando el "Miami Vaca" y el "Falso Conejo" tratan de estafar a Justo Pascual, un chapaco que pretende industrializar la crianza de cangrejos en su comunidad y parece ser algo ingenuo, descubren que es más pícaro que ellos y juntos terminan tramando un robo.
En la película, contada desde el punto de vista de los tres personajes, se hacen observaciones y críticas a la realidad social, cultural y política de Bolivia.

## Reparto[2]

### Personajes
- Falso Conejo: Cristian Mercado
- Miami Vaca: Rosendo Paz
- Justo Pascual: José Véliz
- Alondra: Soledad Ardaya
- Richi: David Mayo
- Gumercinda: María del Carmen Rosa
- Casilda: Erika Balanza
- Betty: Graciela Tamayo
- Dinga: Fred Nuñez

### Narradores
- Fulana: Claudia Andrade
- Sutano: Luis Zamorano
- Mengano: Luis Pomarino